# 蟻人與黃蜂女：量子狂熱
是一部2023年美國超級英雄電影，改編自漫威漫畫旗下的超級英雄「蟻人」史考特·朗恩和「黃蜂女」荷普·汎戴茵。本片由漫威影業製作，並由華特迪士尼工作室電影發行，為2018年電影《蟻人與黃蜂女》的續集，「漫威電影宇宙」的第31部電影作品以及第五階段的首部作品。本片由派頓·瑞德執導，傑夫·洛夫尼斯編劇，並由保羅·路德、伊凡潔琳·莉莉、喬納森·梅傑斯、凱瑟琳·紐頓、大衛·達斯馬齊連、凱蒂·奧布萊恩、威廉·傑克森·哈珀、比爾·莫瑞、蜜雪兒·菲佛、寇瑞·斯托尔和麥克·道格拉斯主演。電影講述朗恩和汎戴茵一家進入量子領域，要直接面對繼薩諾斯之後的第二位超級反派征服者康，危機一觸即發，多元宇宙傳奇正式進入白熱化階段。
2019年11月，漫威影業正式確定製作第三部蟻人的獨立電影，派頓·瑞德確認回歸執導續集，保羅·路德亦回歸出演標題角色「蟻人」史考特·朗恩，伊凡潔琳·莉莉和麥克·道格拉斯回歸分別出演「黃蜂女」荷普·汎戴茵和漢克·皮姆。2020年4月，傑夫·洛夫尼斯被聘為編劇執筆劇本，電影的開發階段於2019冠狀病毒病疫情期間開展。12月，蜜雪兒·菲佛確定回歸出演珍娜·汎戴茵，凱瑟琳·紐頓和強納森·梅爾斯確定參演影片。影片於2021年2月初在土耳其開機拍攝，6月中旬在舊金山進行外景拍攝，主體拍攝於7月底在英格蘭白金漢郡的松樹林片廠開機，並於11月殺青。
《蟻人與黃蜂女：量子狂熱》於2023年2月6日在洛杉磯舉行首映，2月17日在美國上映，為漫威電影宇宙第五階段揭開序幕。媒體與影評家對本片的評價普遍兩極，路德與梅傑斯和菲佛的演出表現以及史考特與凱西的父女情獲得影評界青睞，幽默平衡、情感重量及紐頓的演出表現獲得分化評論，而與前作基調的背離、劇本、故事情節則遭受詬病，作為第五階段的首作竟創下漫威電影宇宙在爛番茄的最低評比分數紀錄、並成為第二部被歸類為“腐爛”的漫威電影宇宙電影，顯然與觀眾的積極迴響大相逕庭。電影的全球票房總計4.761億美元，票房表现不佳，同時在頒發差片獎項的第44屆金酸莓獎和《沙贊！眾神之怒》並列入圍4項獎項。

## 剧情
在被困於量子領域期間的某天，珍娜·汎戴茵發現了一艘墜毀的飛船，乘坐者在救下被魔物襲擊的珍娜後請求她伸出援手。
2025年，戰勝捍衛宇宙之戰後成為了一位知名作家的史考特·朗恩如今與買回父親漢克·皮姆的公司後成為「皮姆汎戴茵基金會」負責人的女友荷普·汎戴茵幸福地生活，而現已長大成人的女兒凱西·朗恩則成為了一位行動主義者，並漸漸與將名氣放於作為蟻人的職責之上的史考特疏遠。某天，史考特保釋了因闖禍而被拘留的凱西，並與她隨同荷普探訪其父母漢克和珍娜，凱西於途中透露自己一直在研發一部可與量子領域建立聯繫的設備，珍娜卻驚恐地企圖阻止裝置但為時已晚，傳送門在消息送達後隨即開啟，史考特和荷普分別為了拯救被拉入其中的女兒和父母而穿上戰衣重新上陣。
五人以下跌的形式不斷穿過量子領域的不同層次，穿上黃蜂女戰衣的荷普抓緊父母並安全著陸，史考特則於途中變身成巨人並護着凱西於別處硬著陸。兩人在漫無目的地遊蕩時遇到了巨型生物襲擊，幸得當地反抗軍所救，但隨即被帶至其基地；珍娜則領着漢克和荷普，在逃過某艘飛船的搜捕後前往奢華區尋求老相好州長克萊拉勳爵的援助，以尋回史考特父女並重返人間。史考特兩人此時在反抗軍的口中得知一位「征服者」將會不惜一切追殺與自己來自同一個宇宙的他們，首領珍朵拉隨後向他們講述「征服者」的惡行，凱西一如既往地立即提出協助他們，但史考特一心只想離開此是非之地並前往尋找珍娜，誰知道珍朵拉聽到此名後卻透露自己認識他。另一邊廂，克萊拉在與三人的對話中不斷故作神秘地向漢克和荷普暗示珍娜以往的事蹟，並透露在珍娜離開量子領域後今時已不同往日，自己現時已屈居敵人之下，令珍娜得知危機顯現。
克萊拉告知三人其侍奉者已派出「經魔鬼訓練作惡多端之活體刺客」追捕史考特父女，並在確認珍娜一定不會屈服後便放任早已到達的征服者屬下軍隊拒捕三人，三人在一番激戰後成功駕駛克萊拉的飛船逃脫。另一方面，正當反抗軍因為懼怕「征服者」為了史考特父女找上門而打算撤離基地時，其軍隊已經抵達並展開攻勢，眼見珍朵拉即將被擒的凱西穿上自製戰服救下了她，蟻人父女首次在戰場上並肩作戰。然而，在「終極刺客」抵達戰場並展開第二輪攻勢下，反抗軍始終敗下陣來，珍朵拉亦被擒獲；而「終極刺客」則攔截企圖逃脫的史考特父女，並揭露自己的真正身份是十年前被史考特击敗的達倫·克羅斯，現已不肯承認該身份而自稱為「魔多客」。兩人隨後在獄中從克羅斯的口中得知他在十年前因為戰甲失控縮小至亞原子狀態而被困於量子領域中，隨後被「征服者」發現並改造成這個模樣，並獲悉原來在發現凱西所發出的信號後將他們一家綁架至此的始作俑者正是克羅斯。與此同時，珍娜在漢克和荷普的逼問下只好一五一十地道出自己所懼之人的身份：
當年，乘著飛船墜毀在量子領域的那個人向珍娜聲稱自己是一位意外進入量子领域的科學家，珍娜發現其用於穿梭多元宇宙的飛船擁有穿越時間線現實及維度的能力，兩人於是開始嘗試修复飞船的「多元宇宙引擎核心」。在花了極長時間後終於成功修復引擎。正当珍娜在把引擎安裝回飞船时，卻因為飛船以神經動能運作而读取到乘坐者與飛船連結的记忆：原来那人正是徹底毀滅某個多元宇宙的「康」，現時修复好飞船便會重回现实世界將其煙滅。獲悉一切內情的珍娜立即試圖偷走引擎核心，但還是被靠著盔甲回复力量的康击倒在地，面对康的步步进逼，珍娜在走投无路之下只好以皮姆粒子将引擎核心无限放大至無法使用，在回到現實世界的一絲希望破滅的情況下总算暂时困往康。儘管如此，康還是憑著失而復得的先進武器及技術輕易征服了量子領域，其領地便是現時的奢華區。珍娜曾加入反抗軍展開抗爭，但亦無補於事。
在珍娜三人竭力尋找史考特和凱西時，征服者康终于正式现身，前往會見兩位階下囚。史考特起初還打算以復仇者聯盟成員的身份威脅康，但康蔑视在多條時間線中被其證實不堪一擊的聯盟。並向史考特表示需要他利用皮姆粒子來夺回引擎核心，並威脅道假如他想要回家及阻止自己眾多的變異因子終結一切便要協助他離開量子領域，又透露自己就是被那些畏懼自己的變異因子放逐至此。在不太相信其言辭亦考慮到實勢絕強的康將為自己的世界帶來威脅的史考特断言决绝協助他，但康隨即再以他不答应便會在其面前殺死凱西、再逼迫史考特輪迴觀看該過程至精神崩潰，更在史考特左右為難之際直接以凱西的生命安全脅迫，直至史考特不忍女儿受害而屈從。實力碾壓全勝的康在嘲讽他不自量力后便开启传送门，与隨同的克羅斯把兩人带至引擎核心的所在位置。史考特在安慰凱西一番後便透過多次缩小成功进入核心內部，但身體卻隨即受困於無限倍數式分裂出分身的「可能性風暴」而逐漸崩潰。
然而，荷普此時接收到了史考特的信號而穿上黃蜂女戰衣趕往營救。史考特在告知所有人自己要为了拯救凱西而夺取引擎核心后，所有人随即互相配合並如同螞蟻般在共同目标下堆叠，從而把史考特送上最高处，但史考特在射出皮姆粒子縮小器后却发现核心有著防護罩保護，其他史考特此时也纷纷支持不住而倒下，史考特在坠落时刚好被抵達的荷普接住并一同向核心射出大量縮小器，成功將其回復原狀。正当两人松一口气之際，剛抵達不久的珍娜立即吩咐史考特千萬不可將核心歸還予康，手持核心的史考特面對着闻声而至的康顯得猶豫不決，卻赫然發現凱西並未隨同而發現康從不守約之態度。康隨即奪走核心並輕易擊倒打算奪回核心的史考特、荷普和俘虏珍娜，而漢克正在乘坐的飛船亦被克羅斯奉命擊落，其本人隨後則被某種生物所救。珍娜隨後被帶至會見康，康向其解釋道自己所作所為全都是因為自己那群玩弄時間的變異因子，而表明他預見了整個多元宇宙必然會走向崩潰的結局。康並聲言要徹底剷平他所征服及玩弄的時間線並重建以其為首的全新時間線以絕「後患」。
與此同時，被拘押的凱西已經成功逃脱，漢克則帶著此前一併掉進量子領域的一群螞蟻喚醒了不省人事的史考特和荷普。原來蟻群在量子領域中度一日如數千年，迅速地集體發展出了先進且高科技的社會主義二級文明並建立了溝通系統，繼而尋獲早前因墜機而被困飞船的漢克。凱西回到了监狱并用计释放珍朵拉，而康則在準備繼續其征服大計時向全国发送视像信号，正式宣告其將報復放逐自己之人並征服永恆、而他的王朝亦將征服多元宇宙聲言時，信号卻被干預而中斷；原来凱西隨同珍朵拉成功攻进了塔内并发放讯号，並向受苦多年的量子人民發出了共同推翻征服者的呼籲。恼羞成怒的康随即下令克羅斯杀掉凱西，珍朵拉此時正在她的幫助下釋放所有同伴，而正當康整裝待發地將核心插入引擎啟動發射、凱西亦被克羅斯逼入絕境之際，與荷普追蹤著訊号迅速趕至的史考特變成巨人後大肆破坏康的帝国基建及軍事部隊。
另一方面，响应凱西呼籲而赶来加入起義的大量反抗军戰力亦不容小覷，在荷普和反抗軍的掩护下，堡壘的防禦性攻击盡被瓦解，但史考特用盡全力仍無法擊破發射程序的防護罩。凱西此時面對著克羅斯的進擊只好變成巨人，成功將其擊退並當頭棒喝地勸喻讓他重拾自我。與此同時，史考特和荷普終於成功摧毀堡壘，而在三人團聚的同時，忍无可忍的征服者康正式派遣重兵親自上陣並當面擊杀眾多起義者，使反抗军在死傷慘重而一潰千里並被康之軍隊圍困之下陷入絕境。且三人使盡全力對抗也不敵於勢實絕強的康。此时，汉克率领着蚂蚁大军蜂擁而至，康的軍隊即使再次狂轟亦抵擋不住勢如破竹的蟻群而全軍覆沒，而康在以防护罩抵抗時被懸崖勒馬的克羅斯自殺式偷襲以致被迫分散防護罩的能量而抵擋不住，隨即被排山倒海的蚁軍淹没。以自我犧牲方式將功贖罪而身受重傷的克羅斯在徹底反省自我後向史考特等人道歉，並自認為他是復仇者聯盟成員的身份後死去。一行人在塔上与早已悄悄逃脱的珍娜团聚后，珍娜透过核心重新开启連接现实世界的传送门。正当荷普、汉克和珍娜相继进入传送门后，史考特突然察覺康早已逃出並出現在了凱西的後方而立即把她推入傳送門，並隨即攔截從傳送門企圖逃脫的康，但精通體術的康在一番肉搏後將史考特直接制服，而史考特在被康壓在引擎之上時將幾顆放大及縮小器塞入核心當中引致引擎故障。發現狀態不妥的荷普即時趕回傳送門支援史考特而阻止了差點突破傳送門的康，二人合作共同將康擊至引擎旁邊，最終康被故障的引擎吞噬，象徵着反抗军的起义終於成功。凱西亦重新打開了因為引擎故障產生能量爆發所造成的衝擊波而關閉的傳送門，送互相告白的史考特和荷普回家。经历这一切的史考特高興地重新開始他的生活時，開始重新思考康曾經表明「他的死只會導致更恐怖威脅爆發」的聲言，但最终仍选择拋諸腦後。
與此同時，康之議會的三位领导者永生者、拉瑪-圖和緋紅百夫長得悉议会中最具威胁性且被他们放逐的康被殺后认为越来越頻繁地干涉多元宇宙的復仇者聯盟將會威胁到議會的勢力，经過商议后决定發起一场多元宇宙戰爭，並在一處神秘地點中召喚了所有康的變異因子商討對策。而另一方面，洛基和時間變異管理局特工梅比斯·M·梅比斯来到了1920年代的一场关于时间的演讲，洛基卻發現台上的講者維多·泰姆利實為康的其中一個變異因子，頓時了解事態嚴重。

## 演員
| 演員             | 角色                | 備註 |
| ---------------- | ------------------- | --- |
| 保羅·路德        | 史考特·朗恩／蟻人   | 復仇者聯盟的成員，第二代蟻人，原是一名有竊盜前科的系統工程師，能夠藉助蟻人戰衣使身體縮小和變大並增強力量。在加入復仇者聯盟並成功捍衛宇宙且復活宇宙一半生命後成為了一位為人所知的英雄，隨後推出了一本講述自己如何從薩諾斯手中拯救宇宙的自傳。 |
| 伊凡潔琳·莉莉    | 荷普·汎戴茵／黃蜂女 | 漢克·皮姆和珍娜·汎戴茵的女兒，繼承母親的黃蜂女裝備成為第二代黃蜂女。現擔任「皮姆汎戴茵基金會」負責人，將皮姆粒子用於人道主義工作:4。莉莉指電影將探索該角色處理“脆弱性和弱點”的方式，並延續她在前作《蟻人與黃蜂女》的事件中所展現的強大能力。 |
| 強納森·梅傑斯    | 征服者康            | 康的戰士版本變異因子，人稱「征服者」，因為預見多元宇宙瀕死的狀況而打算透過盡數消滅始作俑者，即自己的變異因子來重建神聖時間線，但最終不敵結盟的他們而被放逐至量子領域。渴望透過皮姆粒子取回其飛船和線上設備以隨意穿越到任何時間線上的任何地點或時間點，是一位“時間旅行者兼多元宇宙反派”，同時亦是2021年Disney+影集《洛基》第一季季終集〈時刻守護〉中出現的角色「留存者」的變異因子之一。 |
| 強納森·梅傑斯    | 永生者              | 康的變異因子之一，於首段片尾片段中出現，為康之議會的領導者；梅傑斯亦出演了聯盟中包括獅鷲先生在內的數以十萬計征服者康的變異因子。 |
| 強納森·梅傑斯    | 拉瑪-圖             | 康的變異因子之一，於首段片尾片段中出現，為康之議會的領導者；梅傑斯亦出演了聯盟中包括獅鷲先生在內的數以十萬計征服者康的變異因子。 |
| 強納森·梅傑斯    | 百夫長              | 康的變異因子之一，於首段片尾片段中出現，為康之議會的領導者；梅傑斯亦出演了聯盟中包括獅鷲先生在內的數以十萬計征服者康的變異因子。 |
| 強納森·梅傑斯    | 維多·泰姆利         | 康的變異因子之一，於第二段片尾片段中在1920年代发表有关时间的演讲。 |
| 凱瑟琳·紐頓      | 凱西·朗恩           | 史考特的女兒，擁有一件與蟻人戰衣相似的戰服，現年18歲，傾心於科學，對皮姆的舊筆記產生興趣而深入了解到量子領域的科學技術；導演派頓·瑞德指希望能進一步發展凱西和史考特之間的關係，即此前蟻人電影的核心。該角色此前於蟻人系列電影和《復仇者聯盟4：終局之戰》分別由艾比·萊德·福特森和艾瑪·福爾曼出演兒時和青年時期。 |
| 蜜雪兒·菲佛      | 珍娜·汎戴茵         | 漢克的妻子，荷普的母親，第一代黃蜂女。在1987年的一次任務中為拯救無數生命而縮小至亞原子狀態，因此迷失在量子領域中長達30年。 |
| 凱蒂·奧布萊恩    | 珍朵拉              | 量子領域中的一名自由戰士首領，試圖反抗康對社區的壓迫。奧布萊恩此前曾經在劇集《神盾局特工》第七季中飾演金博爾（Kimball）一角。 |
| 大衛·達斯馬齊連  | 微寶                | 一隻生活在量子領域的粘液狀生物。達斯馬齊連此前曾經在前兩集電影中飾演史葛的好友庫特（Kurt）。 |
| 威廉·傑克森·哈珀 | 夸茲                | 一名擁有心靈感應能力的量子領域居民 |
| 寇瑞·斯托尔      | 達倫·克羅斯／魔多客 | 漢克很久以前的門生，將其逐出並接管其一手創辦的公司後取得其技術並開發出黃蜂戰甲，十年前在穿上戰甲與史考特戰鬥時失控縮小至亞原子狀態而被困於量子領域，途中變成了一位擁有天才級智商及巨大頭顱的變異生命體，隨後被康發現並改造成「經過魔鬼訓練」且「作惡多端」的「終極刺客」而自稱為「魔多客」；史托爾此前在2015年電影《蟻人》中飾演該角色。 |
| 麥克·道格拉斯    | 漢克·皮姆           | 前神盾局科學顧問、著名昆蟲學家和物理學家，開發出可以改變物質之間的分子距離的「皮姆粒子」和「蟻人」戰衣，成為第一代蟻人。皮姆在本片中比此前在漫威電影宇宙中的現出更為“放鬆”，因為比起工作他更為專注於重新認識珍娜，布魯薩德因此描述皮姆“對自己更為自信”且“沒有仔細地環顧四周”；皮姆對螞蟻的迷戀這一特徵之前僅被滑稽地提及，洛夫尼斯認為這是該角色的一個重要標誌，因此決定在本片中加以擴展，而布魯薩德則認為該擴張是“一件奇怪的事情……但也很棒……有一點是在承認……對於這個完全擁有牠的人來說是一種奇怪的痴迷。” |
| 比爾·莫瑞        | 克萊拉勳爵          | 量子領域中奢華區的州長，與珍娜在量子领域中有過往來。瑞德認為克萊拉的性格代表着一個人的過去「總能找到一種方式再次出現」、電影以家庭成員之間的秘密為主題，以及他們每人如何受到它們的影響。 |

此外，藍道爾·朴和格雷格·特金頓分別回歸飾演曾是史考特的假釋官的漫威電影宇宙角色聯邦調查局探員吳吉米及31冰淇淋店長狄爾（Dale）；詹姆斯·卡特勒（James Cutler）和魯本·拉瓦薩（Ruben Rabasa）分別飾演一位頭顱外型為聚光燈的量子領域自由戰士成員索林（Xolum）及咖啡店服務員，量子理論多世界詮釋的提出者量子物理學家休·艾弗雷特三世之子搖滾樂隊Eels主唱馬克·奧利弗·埃弗雷特飾演請求朗恩與寵物合照的一名男子。湯姆·希德斯頓和歐文·威爾森在第二段片尾片段中分別回歸出演洛基及時間變異管理局特工梅比斯·M·梅比斯，該片尾片段直接剪輯自2023年的劇集《洛基》第二季。

## 製作

### 開發

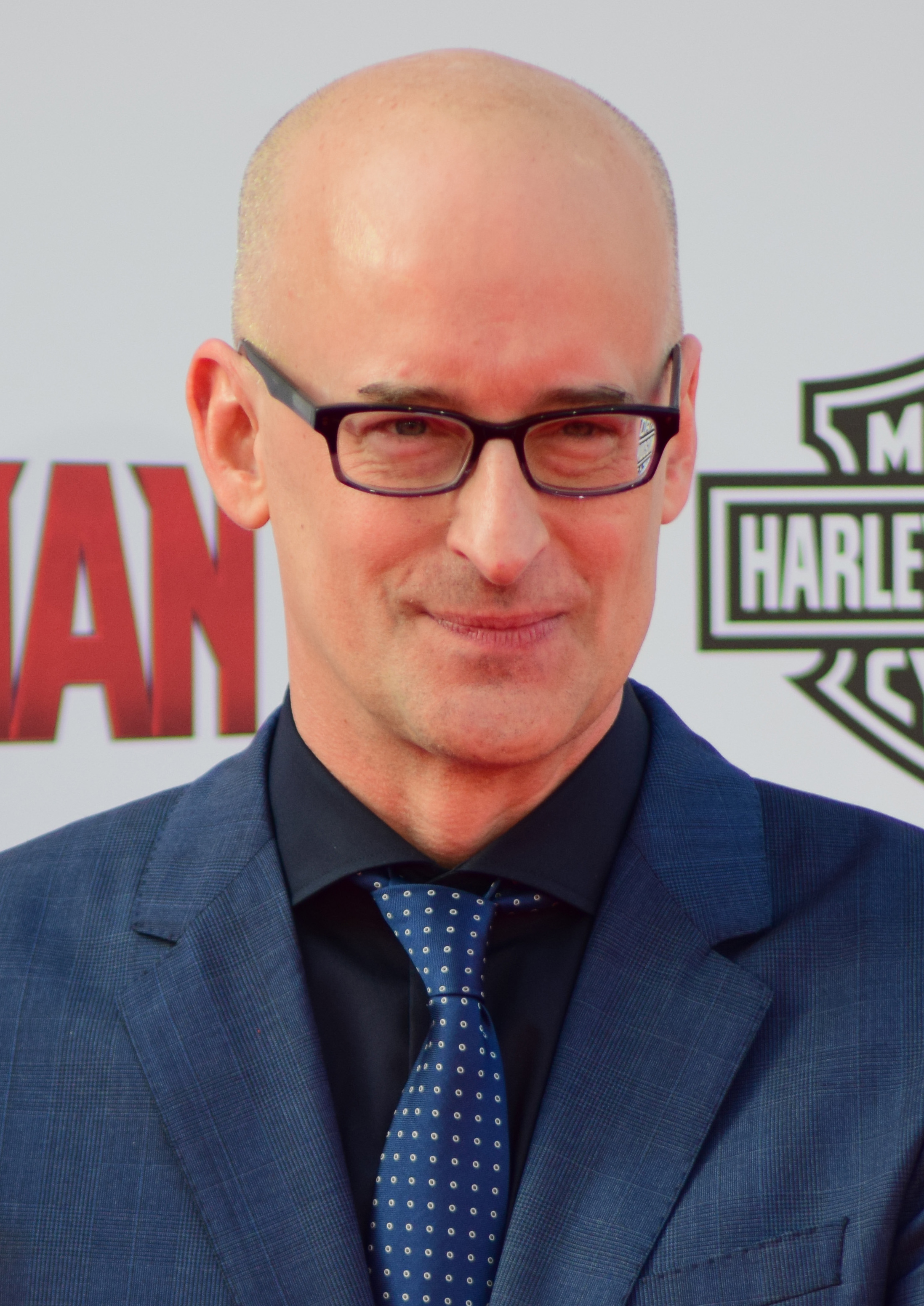
導演派頓·瑞德

2018年7月，導演派頓·瑞德在《蟻人與黃蜂女》上映前透露電影中的某些元素將在潛在的第三作中起重要作用，並特別強調了於2015年電影《蟻人》中引入的概念「量子領域」，指該主題在《蟻人與黃蜂女》中卻沒有充分探究，又表示已就第三作的潛在故事要點與漫威影業進行討論。2019年2月，麥克·道格拉斯確認已經就第三部蟻人電影展開非正式討論，而在2019年電影《復仇者聯盟4：終局之戰》中回歸出演「黃蜂女」荷普·汎戴茵的伊凡潔琳·莉莉則透露並未獲悉其角色的後續計劃。10月，蜜雪兒·菲佛表示有意繼續出演珍娜·汎戴茵。漫威影業總裁凱文·費吉在被問到「蟻人」史考特·朗恩在《終局之戰》後如何發展時表示電影的結局中「棋子的排列具非常明確的目的」，一些被“從盤子上拿走了”，而另一些，例如蟻人，則“仍在（盤子上，因此）你不會知道”。主演保羅·路德被問道將於第三部蟻人電影抑或是其他英雄的個人系列電影中回歸出演其角色時指，兩種選擇均進行過討論。
瑞德於11月初正式簽約執導第三部蟻人電影，路德、莉莉和道格拉斯確認回歸參演電影。影片原計劃於2021年1月開機拍攝，並有望於2022年上映。儘管漫威一直希望尋找新的電影製作人為每部電影的每個超級英雄帶來差異感，鑒於高層清楚瑞德對蟻人宇宙的熟稔掌控以及希望他能回歸完成他的三部曲，因此仍舊選擇他執導第三作。在2019冠狀病毒病疫情期間“好萊塢停擺的初期”，漫威選定傑夫·洛夫尼斯為影片執筆劇本，劇本工作於2020年4月展開。8月，瑞德表示電影於疫情期間仍在繼續推進開發之中；儘管有傳言指莉莉的戲份在與疫情相關的爭議性評論後將被縮減，瑞德仍表示她在電影中將繼續與路德平起平坐，因為她是蟻人與黃蜂女的搭檔關係中極為重要的一部分，並補充道雖然官方仍未發佈任何消息，但電影的故事已被“破解”，又指第三作相較於前兩作更為宏大，同時有著不同的視覺效果。瑞德表示他們希望在電影中以“大規模世界觀創建工程”的形式進一步探索量子領域，並將其設計與電子顯微鏡攝影、70年代與80年代的重金屬雜誌以及他最喜歡的科幻封面藝術家（例如尚·吉羅）的奇幻現實主義進行了比較。漫威影業製片人布萊恩·蓋指電影“感覺像是在真正地背離”前兩作，亦是一次大冒險。另一位漫威影業製片人史提芬·布魯薩德與費吉共同擔任電影的製片人。

### 前期製作

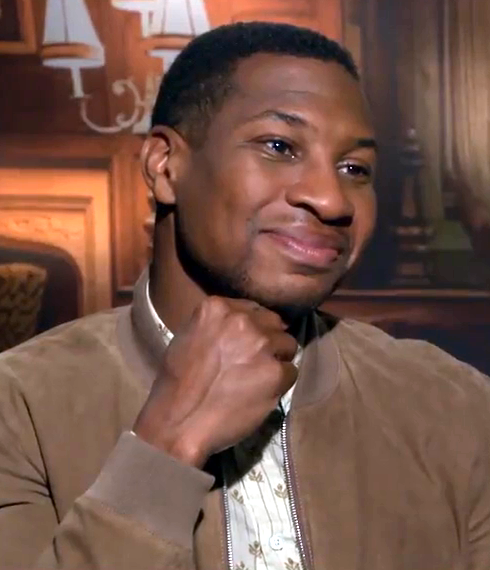
此前在2021年Disney+影集《洛基》第一季季終集〈時刻守護〉中出演「永生者」的喬納森·梅傑斯在電影中出演其變異因子征服者康。

2020年9月，喬納森·梅傑斯確認出演電影的一位主要角色，據報為征服者康。由於出演該角色的演員將率先在2021年Disney+影集《洛基》第一季季終集〈時刻守護〉中出演該角色的變體「留存者」，因此除了瑞德與漫威影業的項目負責人外，《洛基》第一季的導演凱特·赫倫和首席編劇麥可·沃爾德倫亦參與選角工作；梅傑斯在2019年電影中的演出吸引了漫威影業的注意，而瑞德在漫威影業渴望與他合作的同時亦非常支持接觸他，於是梅傑斯便因此在並未參加試鏡的情況下被漫威影業接觸，他後來指自己在加入《洛基》前“從一開始”就參與了電影。瑞德對於蟻人與黃蜂女在電影中對抗強大的敵人很感興趣，他認為康是漫威漫畫中的“無時不在者”之一，與洛基和末日博士一樣。11月，漫威計劃於2021年早期開機拍攝。12月，菲佛透露自己將回歸參演電影以及拍攝作業計劃於2021年中旬展開。
隨後，費吉在迪士尼投資者會議上公佈影片的正式片名為《蟻人與黃蜂女：量子狂熱》（Ant-Man and the Wasp: Quantumania），路德、莉莉、道格拉斯和菲佛確認回歸參演電影，強納森·梅爾斯和凱瑟琳·紐頓確認分別出演征服者康和凱西·朗恩。在2019年電影《復仇者聯盟4：終局之戰》中飾演青少年時期的凱西的艾瑪·福爾曼對凱瑟琳·紐頓接替自己出演該角色感到失望，並希望能夠在未來繼續參演漫威電影宇宙項目。同月底，洛夫尼斯透露已遞交劇本初稿，並指漫威利用疫情所帶來的假期對電影“作出了一些新奇且怪異的舉動”。洛夫尼斯的靈感源自一些由史提夫·馬丁或羅賓·威廉斯主演的1990年代“父女”電影，如1991年電影《新岳父大人》、和1995年電影，洛夫尼斯認為自己因為欽佩這些父親角色而可以將“失敗者父親”的英雄能量與路德討人喜歡的特質相結合，使其成為電影的主線。布魯薩德將電影描述為一部成為“史詩科幻戰爭電影和成長故事”的“家庭冒險”電影:2–3。菲佛和道格拉斯均透露電影計劃於2022年上映。
2021年2月4日，土耳其文化和旅遊部部長穆罕默德·埃爾索伊宣佈電影已於該國的卡帕多奇亞地區開機拍攝，製作組還將在土耳其的其他地區取景拍攝。3月，早前與妻子·被控涉嫌性虐待多名女性的「T.I.」Tip·哈里斯確認不再回歸出演前兩作中的角色戴夫（Dave），《綜藝》則指事件與哈里斯不再參演電影無關。5月初，漫威宣佈電影定於2023年2月17日在美國上映。6月中旬，路德與道格拉斯前往英格蘭準備進組拍攝。6月19日和20日，製作組於舊金山北灘的警察局中區警署進行捕捉外景鏡頭和背景板的拍攝。7月，報導稱在《蟻人》中出演「黃蜂戰士」達倫·克羅斯的寇瑞·史托爾將以「某種形式」回歸。瑞德原計劃讓前兩作中的客串戲份在最終院線上映版本中被刪減的喜劇演員湯姆·再次參演電影，但其本應出現的場景在拍攝前被刪去。

### 拍攝
影片的主體拍攝於7月26日在英格蘭白金漢郡的松樹林片廠以工作標題「塵兔」（Dust Bunny）正式開機，比爾·波普擔當攝影指導:2。光影魔幻工業提供了瑞德在執導Disney+星際大戰電視劇《曼達洛人》集數時所採用的視訊牆技術，威爾·泰（Will Htay）擔當美術指導:2。電影的主體拍攝原計劃於2021年1月開機，但因疫情而被推遲，其後預計將於5月31日至9月24日進行。9月16日，包括劇組在內的50多名松樹林片廠工作人員感染此前在該廠爆發的諾沃克病毒，主演則未受影響。10月，電影的美國上映日期延後至2023年7月28日。隨後，比爾·莫瑞透露他曾與瑞德一同拍攝一部據信為本片的漫威電影素材，並解釋道雖然他對超級英雄電影不感興趣，但還是因為喜歡瑞德與其作品2000年電影《魅力四射》而加入該項目；他又進一步表明了他在電影中的參與度，但同時亦表示自己不能在該言論上作出評論，其後則指他飾演的角色是一名“壞人”。製作組於11月完成主體拍攝。預計拍攝地點還包括亞特蘭大，製作組與劇組亦預定於2022年移師至舊金山。

### 後期製作

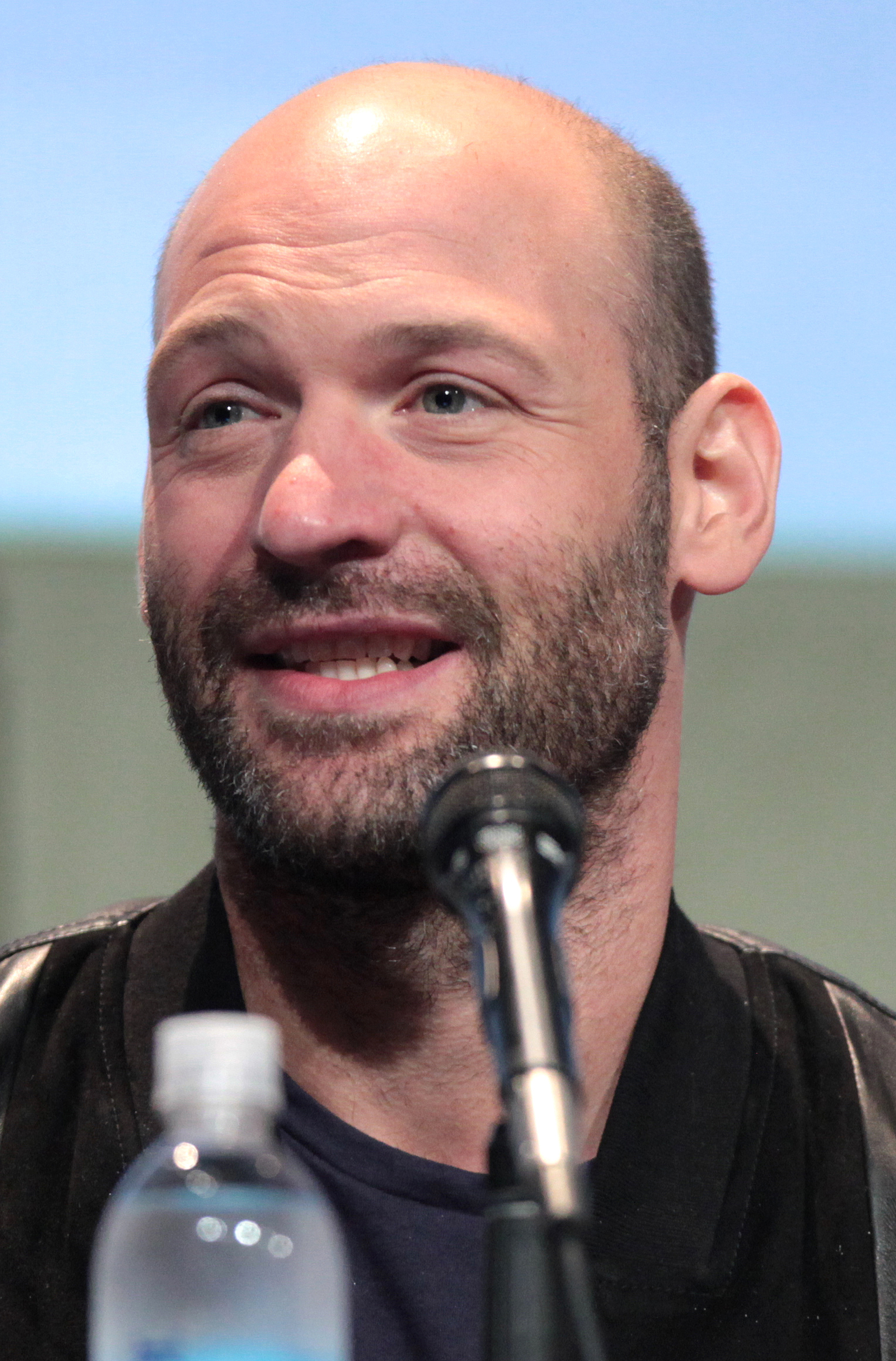
此前在2015年電影《蟻人》中出演「黃蜂戰士」達倫·克羅斯的寇瑞·史托爾回歸出演成為魔多客的該角色。

亞當·格斯特爾（Adam Gerstel）和蘿拉·詹寧斯（Laura Jennings）擔當電影的後期剪接師，視覺效果總監則由傑西·詹姆斯·奇森姆（Jesse James Chisholm）擔當:2。2022年4月，因應《蟻人與黃蜂女：量子狂熱》的製作比《驚奇隊長2》快一步，電影的上映日期與該片互換而回退此前的延遲並提早至2023年2月17日。9月，藍道爾·朴確認回歸飾演漫威電影宇宙角色吳吉米，費吉稱電影將直接連接第五階段以及梅傑斯將回歸飾演征服者康的《復仇者聯盟：康之王朝》。瑞德指電影將對漫威電影宇宙產生深遠影響，他已就康在本片中登場所帶來的影響與同時執筆《康之王朝》的洛夫尼斯進行討論。洛夫尼斯認為康作為本片的主要反派將協助他為《康之王朝》開發充滿活力的故事奠定基礎。瑞德亦希望電影不會被視為如前兩作般作為緊隨復仇者聯盟電影之後的“味覺清潔劑”，而是會像復仇者聯盟電影般宏大。格雷格·特金頓亦確認回歸飾演《蟻人》中的角色31冰淇淋店長狄爾（Dale）。10月，威廉·傑克森·哈珀確認出演未公佈角色。11月，凱蒂·奧布萊恩以及在前兩作中飾演庫特（Kurt）後表示自己將不會參演本片的大衛·達斯馬齊連確認參演電影。2023年1月，達斯馬齊連、哈珀、奧布萊恩、莫瑞和史托爾所飾演的角色確認分別為微寶（Veb）、夸茲（Quaz）、珍朵拉（Jentorra）、克萊拉（Lord Krylar）和魔多客，瑞德隨後進行了補拍工作。
電影的首段片尾片段介紹康之議會，主要成員包括永生者、拉瑪-圖及百夫長；這些變異因子均由梅傑斯出演，討論了征服者被殺一事以及復仇者聯盟開始侵犯多元宇宙和他們的勢力，數以十萬計康的變異因子齊聚一地的畫面亦致敬了議會在《復仇者聯盟》第292期中的首次亮相。第二支片尾片段為《洛基》第二季的片段，登場角色包括由梅傑斯出演的另一位康變異因子維多·泰姆利以及由湯姆·希德斯頓和歐文·威爾森分別回歸出演的變異因子洛基及時間變異管理局特工梅比斯·M·梅比斯。

### 音樂
曾為前兩作與2021年Disney+劇集《汪達幻視》及《鷹眼》作曲的克里斯托弗·贝克於2022年7月確認擔當電影的配樂師。首支原聲帶《量子狂熱主題曲》（Theme from Quantumania）於2月12日以單曲形式發行，而電影的音樂原聲帶專輯則於2023年2月15日由漫威音樂和好萊塢唱片以數形式聯合發行： 
| 曲序     | 曲目                            | 时长  |
| -------- | ------------------------------- | ----- |
| 1.       | Theme from Quantumania          | 2:33  |
| 2.       | We Should Be Dead               | 2:21  |
| 3.       | What Is This Place?             | 1:48  |
| 4.       | Skies of Axia                   | 2:44  |
| 5.       | The Hunter                      | 4:24  |
| 6.       | Fifty Shades of Kang            | 3:23  |
| 7.       | Quantum Nexus                   | 3:16  |
| 8.       | The Conqueror                   | 6:17  |
| 9.       | Through the Storm               | 3:14  |
| 10.      | Sting Operation                 | 2:17  |
| 11.      | Honey, I Shrunk the Energy Core | 3:02  |
| 12.      | Look Out for the Little Guy     | 2:11  |
| 13.      | He's Kang, He Saw, He Conquered | 1:23  |
| 14.      | Sting Low, Sweet Variant        | 3:41  |
| 15.      | Like Father Like Daughter       | 1:09  |
| 16.      | Kang Bang                       | 3:19  |
| 17.      | Alien Ant Harm                  | 2:29  |
| 18.      | Threnody for a Reformed Dick    | 2:21  |
| 19.      | Lang vs. Kang                   | 2:49  |
| 20.      | Don't Let Go                    | 2:17  |
| 21.      | Hymenoptera                     | 2:32  |
| 22.      | Holes (由大衛·達斯馬齊連演出)   | 0:44  |
| 总时长： | 总时长：                        | 60:14 |

此外，約翰·塞巴斯蒂安的歌曲与奥斯丁·費林戈（Austin Filingo）和約翰·W·帕奇特（John W Padgett）的歌曲亦出現於影片中。

## 市場營銷
電影的首支片段在2022年聖地牙哥國際漫畫展上展示，費吉、瑞德和一眾演員在2022年聖地牙哥國際漫畫展上為電影進行了宣傳，並討論了一眾角色，另一支片段則於9月在D23博覽會中展示。前導預告在2022年10月24日發佈，背景音樂之一為艾登·约翰的歌曲〈再見黃磚路〉。2023年1月9日，一支新預告於2023年大學橄欖球季後賽全國冠軍賽期間首次亮相，隨後在網上發佈。在接下來的兩個月中，發佈了一支由路德演出的低醇啤酒廣告，大眾汽車亦發佈了一支由安東尼·李奧納蒂三世（Anthony Leonardi III）執導的「ID.4」SUV廣告，同時為電影進行了宣傳。此外，由漫威影業和電影製作人共同創作的朗恩回憶錄將於2023年9月5日由希伯利恩大道發行，當中包含的二十多部短片探索作為一位父親和復仇者“的史考特在不同方面的經歷”，由羅伯·庫特納（Rob Kutner）編寫。

## 發行
《蟻人與黃蜂女：量子狂熱》於2023年2月6日在西木區福斯影院舉行全球首映，2023年2月17日在中美同步上映。電影原計劃於2022年上映，隨後於2021年5月宣佈上映日期為2023年2月17日，同年10月延後上映日期至2023年7月28日，並於2022年4月再次提早至2023年2月17日上映。《蟻人與黃蜂女：量子狂熱》開啟漫威電影宇宙第五階段。

## 迴響

### 票房
《蟻人與黃蜂女：量子狂熱》在北美地區的票房收入為2.145億美元，在其他地區為2.615億美元，全球總票房為4.76億美元。
2023年1月，《蟻人與黃蜂女：量子狂熱》在北美地區的四天總統日開畫首週末票房預計為1.2億美元。隔月，北美地區及全球的開畫首週末票房收入預計分別為1.05至1.1億及2.8億美元。影片上映首日估計收穫4600萬美元（含周四下午三點起點映的1750萬美元），開畫首週末票房增至1.055億美元（四天總統日總票房為1.2億美元），標誌著系列電影的最佳開畫票房成績及影史第三佳的2月發行電影票房成績，僅次於2018年電影《黑豹》（2.42億美元）及2016年電影（1.52億美元）。影片上映首日估計收穫4600萬美元（含周四下午三點起點映的1750萬美元），開畫首週末票房增至1.061億美元（四天總統日總票房為1.2億美元），標誌著系列的最佳開畫票房成績及影史第三佳的2月發行電影票房成績，僅次於2018年電影《黑豹》（2.42億美元）及2016年電影（1.52億美元）。第二週末大幅下跌69%至3200萬美元，創下漫威電影宇宙在北美地區最大幅度的第二週末票房下跌，而第三週末則下跌61%至1240萬美元。
影片於開畫週末在海外市場收穫1.213億美元。第二週末下跌57%至4640萬美元，並在大多数市場的非本地電影榜中維持榜首之位。第三週末在52個海外市場收穫2200萬美元票房，下跌53%。票房成績最好的五個市場分別為中國（3690萬美元）、英國（2070萬美元）、墨西哥（1630萬美元）、韓國（1230萬美元）和法國（1120萬美元）。
台灣方面，全台首週票房突破新台幣6144萬，空降全台新片票房冠軍。截至2023年7月30日，在台灣地區累計銷售票數482,901張，累計銷售金額為新台幣128,270,117元。

香港方面，首映日收獲253萬港元票房，創下漫威電影在香港最低開畫紀錄，首週票房則總共為1570萬港元。中國大陸方面，上映首天收獲4200多万人民币、第三天突破1亿人民币，首週票房則總共為1.8亿人民币。其他地區方面，影片在韓國上映後連續六天蟬聯韓國單日票房冠軍、連續一周穩居票房榜榜首，累計觀影人數於首映後八天突破一百萬人次，並空降馬來西亞票房冠軍。
| 上一届： 《舞力麥克：最後一跳》            | 2023年美國週末票房冠軍 第7-8週   | 下一届： 《金牌拳手3》                  |
| 上一届： 《毒舌大狀》                      | 2023年香港一週票房冠軍 第7-8週   | 下一届： 《鈴芽之旅》                   |
| 上一届： 《毒舌大狀》                      | 2023年香港週末票房冠軍 第8-9週   | 下一届： 《鈴芽之旅》                   |
| 上一届： 《關於我和鬼變成家人的那件事》    | 2023年台北週末票房冠軍 第7週     | 下一届： 《關於我和鬼變成家人的那件事》 |
| 上一届： 《流浪地球2》                     | 2023年中國內地一週票房冠軍 第8週 | 下一届： 《毒舌律师》                   |
| 上一届： 《鬼滅之刃 上弦集結，前進刀匠村》 | 2023年日本週末票房冠軍 第7週     | 下一届： 《THE FIRST SLAM DUNK》        |
| 上一届： 《THE FIRST SLAM DUNK》           | 2023年韓國週末票房冠軍 第7-8週   | 下一届： 《闇黑對決》                   |

### 評價
媒體和影評家對本片的評價偏向兩極化。根据評論匯總网站爛番茄汇总的410篇评论文章，46%的评论家给予该作正面评价，平均打分为5.5分（满分10分）。该网站总结的评论家共识是“《蟻人與黃蜂女：量子狂熱》主要缺乏提升初期冒險的樂趣火花，但喬納森·梅傑斯所出演的康是一位激動人心的反派，並準備改變漫威電影宇宙的進程”，評比分數創下漫威電影宇宙在爛番茄的最低紀錄，亦是第二部被歸類為“腐爛”的漫威電影宇宙電影，僅次於2021年電影《永恆族》；但同時觀眾評分亦與前兩作較為接近，獲得了82%的新鮮度（4.1/5分），顯示電影受普通觀眾喜愛。在Metacritic上，電影的61條評論中共有18條好評、34條褒貶不一、9條差評，獲得加權平均分數48/100分，代表「褒貶不一」，分數創下漫威電影宇宙在Metacritic的最低紀錄。受影院評分調查的觀眾對電影的平均評分為「B」，低於前兩作的「A」及「A-」；受PostTrak調查的觀眾對電影的平均評分則為75%，當中60%的觀眾稱必定推薦。
《綜藝》的歐文·格萊伯曼對電影作出了批評，稱其“既有趣又麻木”，並表示“假如這就是第五階段的樣子，求主拯救我們免於第六、七和八階段”。《BBC》的卡琳·詹姆士指電影有着“漫威的下一個大反派，但除此之外，除了看起來單調乏味的動作，也沒什麼可貢獻的了”。《衛報》的溫蒂·愛德（Wendy Ide）稱梅傑斯的演出為電影的“磁芯”，但表示電影整體上“令人費解且不合邏輯”；《Collider》的羅斯·博奈姆（Ross Bonaime）亦讚揚了梅傑斯的演出，指他“塑造了一位出色的反派角色，為其角色注入了細微的差別與微妙之處……梅傑斯讓該角色開始時很討人喜歡，但亦從不掩飾其隨時都可造成的威脅性與恐怖”，並對電影給出了「B-」，指“《量子狂熱》是漫威電影宇宙第五階段一個有前途但不穩定的開端，只可惜到來的是這位小人物」。《好萊塢報導》的法蘭克·謝克讚揚梅傑斯為電影“注入了真正的莊嚴”，並“將其演出融入至如此引人注目的安靜與矛盾之中，以致其出現在銀幕上的每一刻都令人緊張不安”，又讚揚菲佛“在其擴展的角色中表現出色，並充分利用了其成為一位狠角色英雄的機會”；《紐約時報》的曼諾拉·達吉斯則稱兩人與道格拉斯為影片“真正的明星”，但感覺整部電影“忙碌、嘈雜且完全缺乏靈感”。
《芝加哥太陽報》的理查·洛普將電影評為3/4☆，稱其為“中等級数的漫威电影宇宙電影，具有足夠體面的戰鬥场景及一些漂亮的視覺效果”。《娛樂週刊》的莉婭·葛琳布雷特（Leah Greenblatt）對電影給出了「B+」，並總結道：“儘管在短短120多分鐘的時間裏——在漫威時代只是一眨眼的功夫——這部《蟻人》在有趣方面足以聰明，亦足以睿智得不會過分著重於迎接。畢竟，誰能更好地理解將其保持小型化的好處呢？”《芝加哥論壇報》的麥可·菲利普斯對電影給出了2/4☆，指其“沒那麼有趣，且在視覺上乏味地花哨；早期電影中的即棄笑話及對殘酷嚴肅的迎接性厭惡在很大程度上已被拋棄，取而代之的是無盡的《終局之戰》風格與量子領域中古怪俗氣的數碼世界觀建設”。同樣，《大西洋》的大衛·西姆斯（David Sims）不滿意地將電影與前兩作進行比較，並在評論中寫道：“那種聰明，加上人與物體變大變小的愚蠢特效，為該系列提供了動力——在此卻基本上被廢棄了，取而代之的是康與蟻人之間的一系列天式對決；每當《量子狂熱》允許自己變得一點傻氣時，它的狀態都好得多。”

### 榮譽
電影於2023年音樂監督工會獎獲提名為最佳預告音樂監督——電影。其視覺特效團隊亦入圍了第13屆澳大利亞影視藝術學院獎的最佳視覺效果及動畫獎。
本片在第44屆金酸莓獎上獲得四項提名，亦是漫威電影宇宙中首部入圍金酸莓獎的電影，進一步反映出電影評價兩極化。

## 相關媒體

### 紀錄片特輯
2021年2月，迪士尼宣佈製作紀錄片影集《漫威影業：創作大本營》，包括漫威電影宇宙電影和影集項目的幕後製作花絮，並採訪主要演員和創意團隊。以電影《蟻俠與黃蜂女：量子狂熱》為主題的特輯於2023年7月19日釋出。

## 未來
2023年2月，道格拉斯表示假如皮姆於第四作中將會死亡便有興趣回歸拍攝，布魯薩德則表示已就潛在的第四作與費吉和瑞德展開討論。

## 備註
1. 香港曾譯「蟻俠3　蟻俠與黃蜂女：量子狂熱」。
2. ↑  依照漫威電影宇宙上映次序。
3. ↑  依照漫威電影宇宙中故事發生的時間次序，參見漫威电影宇宙#時間線。
4. ↑  《洛基》的首席編劇（英语：Head writer）麥可·沃爾德倫稱征服者康是「下一個跨電影的大反派角色」[13]，電影的編劇傑夫·洛夫尼斯亦將康描述為頂級的一線復仇者聯盟反派[16]。梅傑斯表示與留存者有所不同的康具有轉變性心理，其刻畫亦與留存者不同，因為圍繞他的性格不同，以及從影集過渡到了電影[17]；他被康的性格以及對作為演員的他所展現的潛力所吸引，並指康的類型將與漫威電影宇宙中的反派例如艾瑞克·齊爾蒙格和薩諾斯不同[18]，而另一項吸引他的元素則是扮演一位人皆聞風喪膽的複雜反派的可能性，類似於威廉·莎士比亞創作的悲劇《奧賽羅》中的角色伊阿古（英语：Iago）[19]。洛夫尼斯希望在康達到“末日災難性的復仇者聯盟規模高度”前，透過探索其作為一位“非常孤獨”的角色的人性和脆弱性，將重點放在其人類身份上；為了將此與薩諾斯進行對比，他並未完全以電腦合成影像呈現康，並表示康將成為“指數級的薩諾斯”[16]。洛夫尼斯亦指由於時間旅行的概念已於《終局之戰》中探索而不得不擴大對康的研究，以更為專注於多元宇宙、康的性格與其時代的“無限自由”以及該角色不同的版本將如何摧毀它並將其據為己有[20]，並研究了康在漫畫中的不同版本，例如拉瑪-圖（英语：Rama-Tut）和緋紅百夫長（英语：Scarlet Centurion）等，並將“真的在與自己交戰”的康描述為“無限的蛇在吃著無限的尾巴”[21]。導演派頓·瑞德將該角色比作亞歷山大大帝作為梅傑斯的參考點[15]，他亦在成吉思汗和凱撒大帝身上得到了靈感。梅傑斯將康和「鋼鐵人」東尼·史塔克分別稱為“超級反派中的超級反派”以及“超級英雄中的超級英雄”，並希望將兩者予以鮮明對比[22]；他為該角色進行了力量與體能訓練，並訓練出了10磅（4.5）的肌肉[18]。瑞德指電影將展示梅傑斯對不同版本的康所演出的“不同風味”、並解釋道康“在時間上具統治力”，又指他是一名戰士、戰略家以及“無時不在的對立角色”，相比起此前的蟻人電影中的對立角色是一種“自然的力量”[23]，增加了“色調多樣性、真實的衝突和真實的摩擦”[15]，而他在時間方面的工作亦造成了他的非線性生活[19]。
5. ↑  全稱為「經魔鬼訓練作惡多端之活體刺客」
6. 全稱為，直譯為「只為殺戮而設計的機械生命體」
7. ↑  該角色被洛夫尼斯描述為凱文·克萊飾演的1988年電影角色奧托·威斯特以及《辛普森家庭》於1997年播出的第八季（英语：The Simpsons (season 8)）第23集〈霍默的敌人〉角色法蘭克·葛萊姆斯的混合體，且成為了他在電影中最喜愛的角色，因為他們在該角色身上置入了“少許額外成分”，並指電影中的魔多客每當受到挑戰便會自尊心崩潰，但如奧托·威斯特般作為“正史非常鬆散的一部分”而輕易被殺[37]。

## 資料來源
1. ↑  . IFCO. 2023-02-07  [2023-02-07]. （原始内容存档于2023-02-07）.
2. 1 2 3 4  Brueggemann, Tom. . IndieWire. 2023-02-19  [2023-02-20]. （原始内容存档于2023-02-20）.
3. 1 2  . Box Office Mojo. IMDb.   [2023-05-31].
4. 1 2 3  Ant-Man and the Wasp: Quantumania (2023) at The Numbers. Nash Information Services, LLC. Retrieved 2023-05-31.
5. ↑  Rubin, Rebecca. . Variety. 2023-03-27  [2024-07-04]. （原始内容存档于2023-03-27） （美国英语）.
6. 1 2 3  Kit, Borys. . The Hollywood Reporter. 2019-11-01  [2019-11-01]. （原始内容存档于2019-11-01） （美国英语）.
7. 1 2 3 4  Moreau, Jordan. . Variety. 2022-07-23  [2022-07-23]. （原始内容存档于2022-07-23） （美国英语）.
8. 1 2  Bucksbaum, Sydney. . Entertainment Weekly. 2022-07-23  [2022-08-01]. （原始内容存档于2022-07-31）.
9. 1 2 3 4  Kroll, Justin. . Variety. PMC（英语：Penske Media Corporation）. 2019-11-01  [2019-11-02]. （原始内容存档于2019-11-01） （美国英语）.
10. 1 2 3 4 5   (PDF) (新闻稿). Walt Disney Studios. 2022-01-09  [2023-01-10]. （原始内容存档 (PDF)于2022-01-10） （美国英语）.
11. ↑  Hope, Clover. . Men's Health. 2022-10-11  [2023-02-19]. （原始内容存档于2022-10-11）.
12. ↑  Prom, Bradley. . Screen Rant. 2023-02-18  [2023-02-19]. （原始内容存档于2023-02-19）.
13. 1 2 3  Paige, Rachel. . Marvel.com. 2021-07-14  [2021-07-14]. （原始内容存档于2021-07-14） （美国英语）.
14. 1 2  Bonomolo, Cameron. . ComicBook.com. 2022-11-24  [2022-11-27]. （原始内容存档于2022-11-25）.
15. 1 2 3  Travis, Ben. . Empire. 2023-01-14  [2023-01-16]. （原始内容存档于2023-01-15）.
16. 1 2 3  Setchfield, Nick. . Total Film. GamesRadar+. 2023-01-23  [2023-01-23]. （原始内容存档于2023-01-24）.
17. 1 2  Russell, Bradley. . Total Film. GamesRadar+. 2021-10-24  [2021-10-31]. （原始内容存档于2021-10-25）.
18. 1 2  Hope, Clover. . Men's Health. 2022-10-11  [2022-10-11]. （原始内容存档于2022-10-11）.
19. 1 2 3 4 5 6 7  Collis, Clark. . Entertainment Weekly. 2022-12-16  [2022-12-16]. （原始内容存档于2022-12-16）.
20. ↑  Northrup, Ryan. . Screen Rant. 2023-01-25  [2023-01-30]. （原始内容存档于2023-01-25）.
21. ↑  Erao, Math. . CBR. 2023-01-25  [2023-01-30]. （原始内容存档于2023-01-25）.
22. ↑  D'Alessandro, Anthony. . Deadline Hollywood. 2023-01-21  [2023-01-21]. （原始内容存档于2023-01-22）.
23. 1 2  Travis, Ben. . Empire. 2022-11-21  [2022-11-21]. （原始内容存档于2022-11-21）.
24. 1 2 3 4  Odman, Sydney. . The Hollywood Reporter. 2023-02-18  [2023-02-18]. （原始内容存档于2023-02-19）.
25. 1 2 3  Odman, Sydney. . IndieWire. 2023-02-24  [2023-02-24]. （原始内容存档于2023-02-24）.
26. ↑  Iacobucci, Jordan. . Screen Rant. 2023-03-04  [2023-03-07]. （原始内容存档于2023-03-07）.
27. ↑  Hickson, Colin. . CBR. 2022-12-28  [2023-01-10]. （原始内容存档于2022-12-29）.
28. 1 2  Gemmill, Allie. . Collider. 2020-12-10  [2020-12-10]. （原始内容存档于2020-12-11） （美国英语）.
29. 1 2  Marnell, Blair. . Superhero Hype. 2020-12-08  [2020-12-08]. （原始内容存档于2020-12-08） （美国英语）.
30. 1 2  Travis, Ben. . Empire. 2023-01-16  [2023-01-16]. （原始内容存档于2023-01-16）.
31. ↑  Zachary, Brandon. . CBR. 2023-02-18  [2023-02-19]. （原始内容存档于2023-02-19）.
32. ↑  Harris, Jeffrey. . Collider. 2023-02-22  [2023-03-04]. （原始内容存档于2023-02-23）.
33. ↑  Bacon, Jess. . Digital Spy. 2023-01-10  [2023-01-10]. （原始内容存档于2023-01-11） （美国英语）.
34. ↑  Tyrrell, Caitlin. . Screen Rant. 2023-02-10  [2023-02-11]. （原始内容存档于2023-02-11）.
35. ↑  Outlaw, Kofi. . ComicBook.com. 2023-02-17  [2023-02-17]. （原始内容存档于2023-02-18）.
36. 1 2  Barnhardt, Adam. . ComicBook.com. 2023-01-09  [2023-01-09]. （原始内容存档于2023-01-10） （美国英语）.
37. ↑  Setchfield, Nick. . Total Film. GamesRadar+. 2023-01-23  [2023-01-23]. （原始内容存档于2023-01-24）.
38. ↑  Paige, Rachel. . Marvel.com. 2023-02-17  [2023-02-21]. （原始内容存档于2023-02-18）.
39. ↑  McMillan, Graeme. . Popverse. 2023-01-10  [2023-01-13]. （原始内容存档于2023-01-11）.
40. 1 2  Panaligan, EJ. . Variety. 2022-10-24  [2022-10-25]. （原始内容存档于2022-10-25） （美国英语）.
41. 1 2  Zinski, Dan. . Screen Rant. 2022-01-08  [2022-01-08]. （原始内容存档于2022-01-09）.
42. 1 2  Burlingame, Russ. . ComicBook.com. 2022-09-10  [2022-09-10]. （原始内容存档于2022-09-10）.
43. 1 2  Salazar, Andrew J. . DiscussingFilm. 2022-09-10  [2022-09-22]. （原始内容存档于2022-09-11） （美国英语）.
44. ↑  Dorsch, Rita. . Looper. 2023-02-17  [2023-02-18]. （原始内容存档于2023-02-18） （美国英语）.
45. ↑  Puchko, Kristy. . Mashable. 2023-02-18  [2023-02-19]. （原始内容存档于2023-02-19）.
46. ↑  Davis, Brandon. . ComicBook.com. 2018-07-03  [2019-11-02]. （原始内容存档于2018-07-03） （美国英语）.
47. ↑  Couch, Aaron. . The Hollywood Reporter. 2018-07-02  [2019-11-01]. （原始内容存档于2018-07-04） （美国英语）.
48. ↑  Drysdale, Jennifer. . ET Online. 2019-02-07  [2019-11-01]. （原始内容存档于2019-02-08） （美国英语）.
49. ↑  Greene, Jamie. . Syfy Wire. 2019-02-07  [2019-11-02]. （原始内容存档于2019-06-16） （美国英语）.
50. ↑  Dumaraog, Ana. . Screen Rant. 2019-10-03  [2019-11-02]. （原始内容存档于2019-10-04） （美国英语）.
51. ↑  Itzkoff, Dave. . The New York Times. The New York Times Company. 2019-10-08  [2019-11-01]. （原始内容存档于2019-10-08） （美国英语）.
52. ↑  Fullerton, Huw. . Radio Times. Immediate. 2019-10-13  [2019-11-02]. （原始内容存档于2019-10-13） （美国英语）.
53. 1 2  Weintraub, Steve. . Collider. 2019-11-03  [2019-11-03]. （原始内容存档于2019-11-05） （美国英语）.
54. 1 2  Kit, Borys. . The Hollywood Reporter. 2020-04-03  [2020-04-03]. （原始内容存档于2020-04-04） （美国英语）.
55. 1 2  Polowy, Kevin. . Yahoo Entertainment. 2020-08-27  [2020-08-28]. （原始内容存档于2020-08-28） （美国英语）.
56. ↑  Reimann, Tom. . Collider. 2020-08-31  [2020-09-01]. （原始内容存档于2020-09-01） （美国英语）.
57. ↑  Christopherson, David. . MovieWeb. 2022-10-01  [2022-10-02]. （原始内容存档于2022-10-02）.
58. 1 2  Hipes, Patrick. . Deadline Hollywood. 2022-10-24  [2022-10-25]. （原始内容存档于2022-10-24）.
59. ↑  Kroll, Justin. . Deadline Hollywood. PMC（英语：Penske Media Corporation）. 2020-09-14  [2020-09-14]. （原始内容存档于2020-09-14） （美国英语）.
60. ↑  Davids, Brian. . The Hollywood Reporter. 2021-07-17  [2021-07-18]. （原始内容存档于2021-07-18） （美国英语）.
61. ↑  Coggan, Devan. . Entertainment Weekly. 2023-02-14  [2023-02-14]. （原始内容存档于2023-02-14）.
62. ↑  Boccella, Maggie. . Collider. 2021-09-18  [2021-09-20]. （原始内容存档于2021-09-20） （美国英语）.
63. ↑  Kit, Borys; Couch, Aaron. . The Hollywood Reporter. 2020-11-20  [2020-11-20]. （原始内容存档于2020-11-20） （美国英语）.
64. ↑  Barnhardt, Adam. . ComicBook.com. 2020-12-14  [2020-12-19]. （原始内容存档于2020-12-15） （美国英语）.
65. ↑  Clark, Anne Victoria. . Vulture（英语：Vulture (website)）. 2020-12-29  [2021-01-21]. （原始内容存档于2020-12-29） （美国英语）.
66. ↑  Perine, Aaron. . ComicBook.com. 2023-02-06  [2023-02-07]. （原始内容存档于2023-02-07）.
67. 1 2  Drum, Nicole. . ComicBook.com. 2020-12-13  [2020-12-14]. （原始内容存档于2020-12-14） （美国英语）.
68. 1 2  Davis, Brandon. . ComicBook.com. 2021-01-21  [2021-01-21]. （原始内容存档于2021-01-21） （美国英语）.
69. ↑  Ahmet, Yildirim. . Teknoloji Oku. 2021-02-05  [2021-02-05]. （原始内容存档于2021-02-05） –. Habertürk TV. 2021-02-04.  事件发生在 4:26  [2021-02-06] –YouTube （土耳其语）. （土耳其语）.
70. 1 2  Shafer, Ellise. . Variety. 2021-03-01  [2021-03-01]. （原始内容存档于2021-03-02） （美国英语）.
71. ↑  Couch, Aaron. . The Hollywood Reporter. 2021-03-01  [2021-03-01]. （原始内容存档于2021-03-02） （美国英语）.
72. 1 2  Couch, Aaron. . The Hollywood Reporter. 2021-05-03  [2021-05-03]. （原始内容存档于2021-05-03） （美国英语）.
73. ↑  Lund, Anthony. . MovieWeb. 2021-06-15  [2021-06-15]. （原始内容存档于2021-06-16） （美国英语）.
74. ↑  Barnhardt, Adam. . ComicBook.com. 2021-05-28  [2021-06-25]. （原始内容存档于2021-05-28） （美国英语）.
75. 1 2 3  Robertson, Michelle. . SF Gate. 2021-06-24  [2021-06-24]. （原始内容存档于2021-06-24） （美国英语）.
76. ↑  Fraser, Kevin. . JoBlo. 2021-07-08  [2021-07-09]. （原始内容存档于2021-07-08） （美国英语）.
77. ↑  Lang, Brad. . CBR. 2022-08-26  [2022-08-27]. （原始内容存档于2022-08-27）.
78. ↑  Mathai, Jeremy. . /Film. 2021-07-26  [2021-07-27]. （原始内容存档于2021-07-27） （美国英语）.
79. 1 2  Erao, Math. . CBR. 2021-05-17  [2021-05-17]. （原始内容存档于2021-05-17） （美国英语）.
80. ↑  . Production Weekly. 2021-04-07  [2021-04-07]. （原始内容存档于2021-04-08） （美国英语）.
81. ↑  Hood, Cooper. . Screen Rant. 2021-02-20  [2021-02-21]. （原始内容存档于2021-02-21） （美国英语）.
82. 1 2  Gelman, Samuel. . CBR. 2021-03-25  [2021-03-26]. （原始内容存档于2021-03-26） （美国英语）.
83. ↑  Lund, Anthony. . MovieWeb. 2021-09-16  [2021-09-20]. （原始内容存档于2021-09-17） （美国英语）.
84. 1 2  Rubin, Rebecca. . Variety. 2021-10-18  [2021-10-18]. （原始内容存档于2021-10-18） （美国英语）.
85. ↑  Vary, Adam B. . Variety. 2021-10-26  [2021-10-26]. （原始内容存档于2021-10-27） （美国英语）.
86. ↑  Romano, Nick. . Entertainment Weekly. 2021-10-29  [2021-10-31]. （原始内容存档于2021-10-29）.
87. ↑  Bonomolo, Cameron. . ComicBook.com. 2021-10-29  [2021-10-31]. （原始内容存档于2021-10-30）.
88. 1 2 3  D'Alessandro, Anthony. . Deadline Hollywood. 2022-04-29  [2022-04-29]. （原始内容存档于2022-04-29） （美国英语）.
89. 1 2  Leston, Ryan. . IGN. 2022-09-10  [2022-09-10]. （原始内容存档于2022-09-10）.
90. ↑  Murphy, J. Kim; Hailou, Selome. . Variety. 2022-10-27  [2022-10-27]. （原始内容存档于2022-10-28）.
91. ↑  Moreno, Miguel. . Screen Rant. 2022-11-28. （原始内容存档于2022-11-28）.
92. ↑  Dumaraog, Ana. . Screen Rant. 2022-03-24  [2022-03-25]. （原始内容存档于2022-03-24）.
93. ↑  Bacon, Jess. . Digital Spy. 2023-01-10  [2023-01-10]. （原始内容存档于2023-01-11）.
94. ↑  Dela Paz, Maggie. . ComingSoon.net. 2023-01-09  [2023-01-09]. （原始内容存档于2023-01-09）.
95. ↑  . Film Music Reporter. 2022-07-08  [2022-07-08]. （原始内容存档于2022-07-08）.
96. ↑  . Film Music Reporter. 2023-02-12  [2023-02-13]. （原始内容存档于2023-02-13）.
97. ↑  . Film Music Reporter. 2023-02-14  [2023-02-15]. （原始内容存档于2023-02-15）.
98. ↑  Chin, Daniel. . The Ringer. 2023-01-09  [2023-02-03]. （原始内容存档于2023-02-02）.
99. ↑  Scott, Ryan. . /Film. 2023-01-09  [2023-01-10]. （原始内容存档于2023-01-10）.
100. ↑  . Volkswagen Newsroom. 2023-02-02  [2023-02-02]. （原始内容存档于2023-02-02）.
101. ↑  Paige, Rachel. . Marvel.com. 2023-02-02  [2023-02-02]. （原始内容存档于2023-02-02）.
102. ↑  Davids, Brian. . The Hollywood Reporter. 2023-02-24  [2023-03-06]. （原始内容存档于2023-02-24）.
103. ↑  Rahman, Abid. . The Hollywood Reporter. 2023-02-06  [2023-02-09]. （原始内容存档于2023-02-09）.
104. ↑  Tartaglione, Nancy. . Deadline Hollywood. 2023-01-17  [2023-01-17]. （原始内容存档于2023-01-17）.
105. ↑  Paige, Rachel. . Marvel.com. 2020-12-11  [2020-12-14]. （原始内容存档于2020-12-13） （美国英语）.
106. ↑  D'Alessandro, Anthony. . Deadline Hollywood. 2023-01-26  [2023-01-26]. （原始内容存档于2023-01-26）.
107. ↑  D'Alessandro, Anthony; Tartaglione, Nancy. . Deadline Hollywood. 2023-02-14  [2023-02-14]. （原始内容存档于2023-02-14）.
108. 1 2 3  D'Alessandro, Anthony. . Deadline Hollywood. 2023-02-18  [2023-02-18]. （原始内容存档于2023-02-17） （美国英语）.
109. ↑  Rubin, Rebecca. . Variety. 2023-02-27  [2023-02-27]. （原始内容存档于2023-02-27）.
110. ↑  D'Alessandro, Anthony. . Deadline Hollywood.   [2023-03-05]. （原始内容存档于2023-03-06）.
111. ↑  Tartaglione, Nancy. . Deadline Hollywood.   [2023-02-19]. （原始内容存档于2023-02-19）.
112. ↑  Tartaglione, Nancy. . Deadline Hollywood.   [2023-02-26]. （原始内容存档于2023-02-26）.
113. ↑  D'Alessandro, Anthony. . Deadline Hollywood.   [2023-03-05]. （原始内容存档于2023-03-06）.
114. ↑  劉怡均. . 台灣英文新聞. 2023-02-20  [2023-02-24]. （原始内容存档于2023-02-16）.
115. ↑  國家電影及視聽文化中心. . 每週票房公告. 電影票房資訊系統.   [2023-08-04]. （原始内容存档于2021-12-05）.
116. ↑  电影票房预告片. . 騰訊新聞. 2023-02-16  [2023-02-24]. （原始内容存档于2023-02-24）.
117. ↑  .   [2023-02-20]. （原始内容存档于2023-02-20）.
118. ↑  一加情感. . 搜狐. 2023-02-22  [2023-02-24]. （原始内容存档于2023-02-24）.
119. ↑  电影票房. . 新浪. 2023-02-24  [2023-02-24]. （原始内容存档于2023-02-24）.
120. ↑  mydaily韩流. . 新浪. 2023-02-21  [2023-02-24]. （原始内容存档于2023-02-24）.
121. ↑  界面新聞. . 網易. 2023-02-22  [2023-02-24]. （原始内容存档于2023-02-24）.
122. ↑  谢丽芬. . 星洲日报. 2023-02-21  [2023-02-24]. （原始内容存档于2023-04-11）.
123. ↑  Campbell, Christopher. . Rotten Tomatoes. 2023-02-14  [2023-02-18]. （原始内容存档于2023-02-17）.
124. ↑  . Rotten Tomatoes. Fandango Media.   [2023-03-09].
125. ↑  Bonomolo, Cameron. . Comicbook.com. 2023-02-14  [2023-02-15]. （原始内容存档于2023-02-15） （英语）.
126. ↑  Bonomolo, Cameron. . Comicbook.com. 2023-02-17  [2023-02-17]. （原始内容存档于2023-02-17） （英语）.
127. ↑  . Metacritic. Red Ventures.   [2023-03-09].
128. ↑  . Metacritic.   [2023-02-16]. （原始内容存档于2023-03-21）.
129. ↑  Gleiberman, Owen. . Variety. 2023-02-14  [2023-02-16]. （原始内容存档于2023-02-15） （美国英语）.
130. ↑  James, Caryn. . BBC. 2023-02-15  [2023-02-19]. （原始内容存档于2023-02-14） （美国英语）.
131. ↑  Ide, Wendy. . The Guardian. 2023-02-19  [2023-02-20]. （原始内容存档于2023-02-19） （美国英语）.
132. ↑  Bonaime, Ross. . Collider. 2023-02-17  [2023-02-18]. （原始内容存档于2023-02-14） （美国英语）.
133. ↑  Scheck, Frank. . The Hollywood Reporter. 2023-02-14  [2023-02-25]. （原始内容存档于2023-02-14）.
134. ↑  Dargis, Manohla. . The New York Times. 2023-02-16  [2023-02-17]. ISSN 0362-4331. （原始内容存档于2023-02-16） （美国英语）.
135. ↑  Roeper, Richard. . Chicago Sun-Times. 2023-02-15  [2023-02-22]. （原始内容存档于2023-02-15） （英语）.
136. ↑  Greenblatt, Leah. . Entertainment Weekly. 2023-02-14  [2023-02-25]. （原始内容存档于2023-02-14）.
137. ↑  Phillips, Michael. . Chicago Tribune. 2023-02-14  [2023-02-25]. （原始内容存档于2023-02-14）.
138. ↑  Sims, David. . The Atlantic. 2023-02-14  [2023-02-25]. （原始内容存档于2023-02-25）.
139. ↑  Verhoeven, Beatrice. . The Hollywood Reporter. 2023-03-05  [2023-03-06]. （原始内容存档于2023-03-06）.
140. ↑  
.   [2024-01-23]. （原始内容存档于2024-02-04）.
141. ↑  
.   [2024-01-23]. （原始内容存档于2024-01-23）.
142. ↑  Paige, Rachel. . Marvel.com. 2021-02-16  [2021-02-16]. （原始内容存档于2021-02-16） （美国英语）.
143. ↑  Brailford, Nathaniel. . ComicBook.com. 2023-07-20.
144. ↑  Rangel, Felipe. . Screen Rant. 2023-02-10  [2023-02-11]. （原始内容存档于2023-02-11）.
145. ↑  Perry, Spencer. . ComicBook.com. 2023-02-07  [2023-02-07]. （原始内容存档于2023-02-07）.

## 外部連結
- 官方网站
- 互联网电影数据库（IMDb）上《蟻人與黃蜂女：量子狂熱》的资料（英文）
- AllMovie上《蟻人與黃蜂女：量子狂熱》的资料（英文）
- Box Office Mojo上《蟻人與黃蜂女：量子狂熱》的资料（英文）
- 爛番茄上《蟻人與黃蜂女：量子狂熱》的資料（英文）
- Metacritic上《蟻人與黃蜂女：量子狂熱》的資料（英文）
- 開眼電影網上《蟻人與黃蜂女：量子狂熱》的資料（繁體中文）
- Yahoo奇摩電影上《蟻人與黃蜂女：量子狂熱》的資料（繁體中文）
- 豆瓣电影上《蟻人與黃蜂女：量子狂熱》的資料 （简体中文）
- 时光网上《蟻人與黃蜂女：量子狂熱》的資料（简体中文）